# Ivo Bach
Ivo Bach (* 1978 in Köln) ist ein deutscher Jurist und Hochschullehrer.

## Leben
Ivo Bach studierte von 1999 bis 2004 Rechtswissenschaften an den Universitäten Freiburg, Genf und Mainz. Während dieser Zeit war er von 2000 bis 2001 als studentische Hilfskraft bei Klaus Tiedemann an der Albert-Ludwigs-Universität Freiburg beschäftigt.
Von 2004 bis 2015 war er wissenschaftlicher Mitarbeiter am Lehrstuhl für Bürgerliches Recht, Internationales Privatrecht und Rechtsvergleichung der Johannes Gutenberg-Universität Mainz (Peter Huber) und wurde 2008 dort mit der Schrift Grenzüberschreitende Vollstreckung in Europa promoviert. Zwischenzeitlich absolvierte Bach das Rechtsreferendariat im Bezirk des Oberlandesgerichts Koblenz. 
Im Jahr 2016 wurde Bach an der Johannes Gutenberg-Universität Mainz aufgrund der Schrift Leistungshindernis habilitiert.
Nach einer Lehrstuhlvertretung von 2015 bis 2016 an der Georg-August-Universität Göttingen nahm er einen Ruf auf den Lehrstuhl für Bürgerliches Recht, Medizinrecht, Europäisches und Internationales Privatrecht an und ist seit 2016 Universitätsprofessor in Göttingen. 
Seine Forschungsschwerpunkte liegen im Bereich der vertraglichen Schuldverhältnisse, dem internationalen Privat- und Prozessrecht, dem Medizinrecht sowie dem Zivilverfahrensrecht unter besonderer Berücksichtigung des Schiedsverfahrensrechts. 
Ivo Bach ist verheiratet und hat 3 Kinder.

## Veröffentlichungen (Auswahl)
- Grenzüberschreitende Vollstreckung in Europa, Mohr Siebeck, 2008, ISBN 978-3161497636 (zugl. Dissertation)
- Leistungshindernisse, Mohr Siebeck, 2017, ISBN 978-3-16-154873-4 (zugl. Habilitationsschrift)
- Examens-Repetitorium Besonderes Schuldrecht 1 – Vertragliche Schuldverhältnisse, C.F. Müller, 6. Aufl. 2018, ISBN 978-3-8114-4558-1 (gemeinsam mit Peter Huber)